# Reinhardtsdorf
Reinhardtsdorf je vesnice, místní část obce Reinhardtsdorf-Schöna v německé spolkové zemi Sasko. Nachází se v zemském okrese Saské Švýcarsko-Východní Krušné hory a má 822 obyvatel.

## Historie
Lesní lánová ves Reinhardtsdorf byla založena ve středověku. První písemná zmínka pochází z roku 1368, kdy je ves uváděna jako Rynhardivilla a Raynhardivilla. Roku 1940 se od ní oddělila místní část Krippengrund a připojila se ke Krippenu. V roce 1973 se Reinhardtsdorf spojil se sousedními vesnicemi Schönou a Kleingießhübelem do společné obce Reinhardtsdorf-Schöna.

## Geografie
Vesnice leží na levém břehu Labe v pískovcové oblasti Saského Švýcarska. Rozkládá se podél potoka Reinhardtsdorfer Bach, který západně od vsi ústí do Krippenbachu. Jižně od soutoku se nachází pískovcový kamenolom. Nejvyšším vrcholem vsi je Wolfsberg (343 m), jehož vrchol se nachází jižně od zástavby. Údolí Labe, ležící severně od vesnice, náleží k sousednímu Krippenu.

## Pamětihodnosti
- barokní vesnický kostel z roku 1675
- fara z počátku 18. století
- hrázděné statky

## Galerie

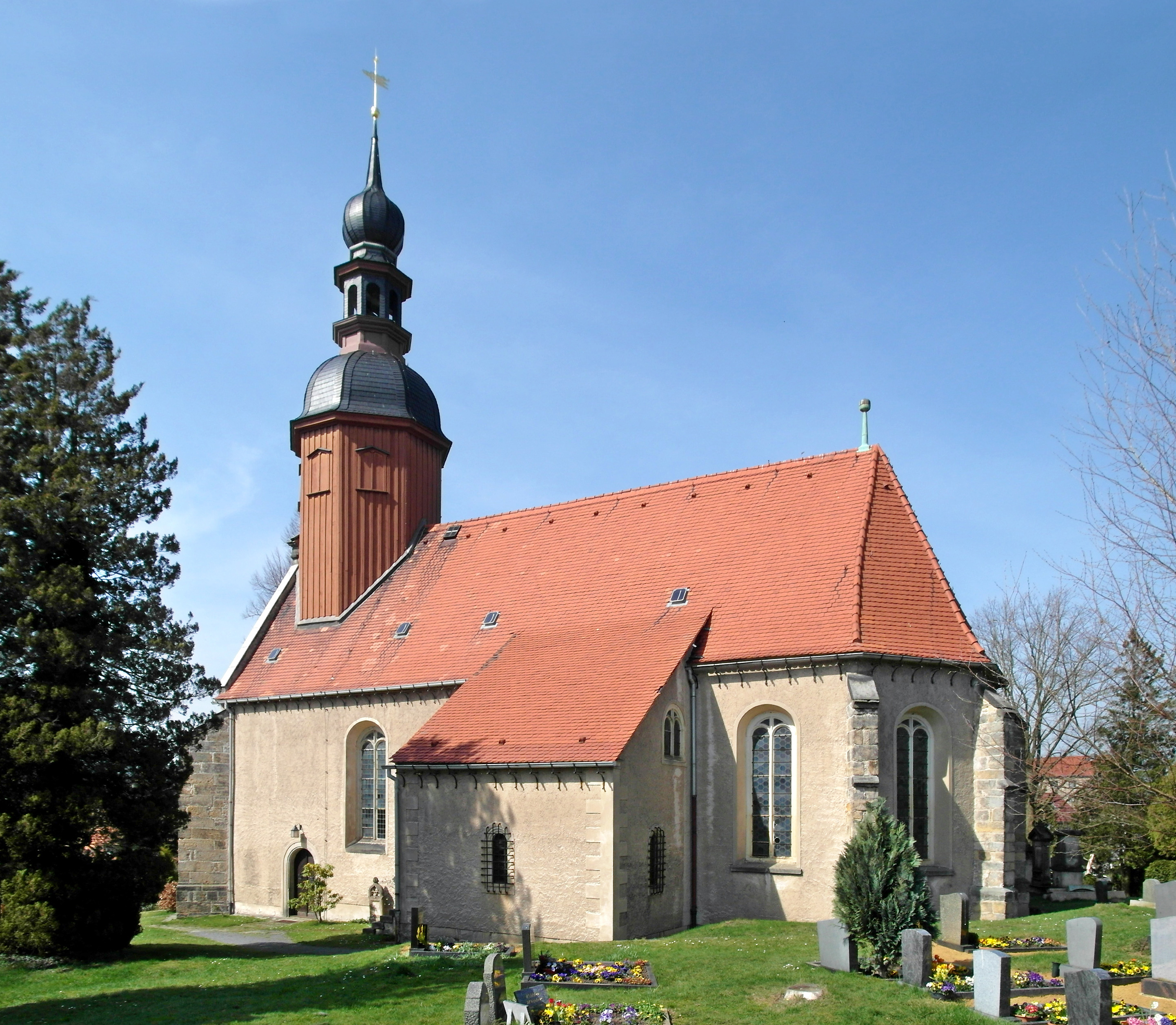
Vesnický kostel
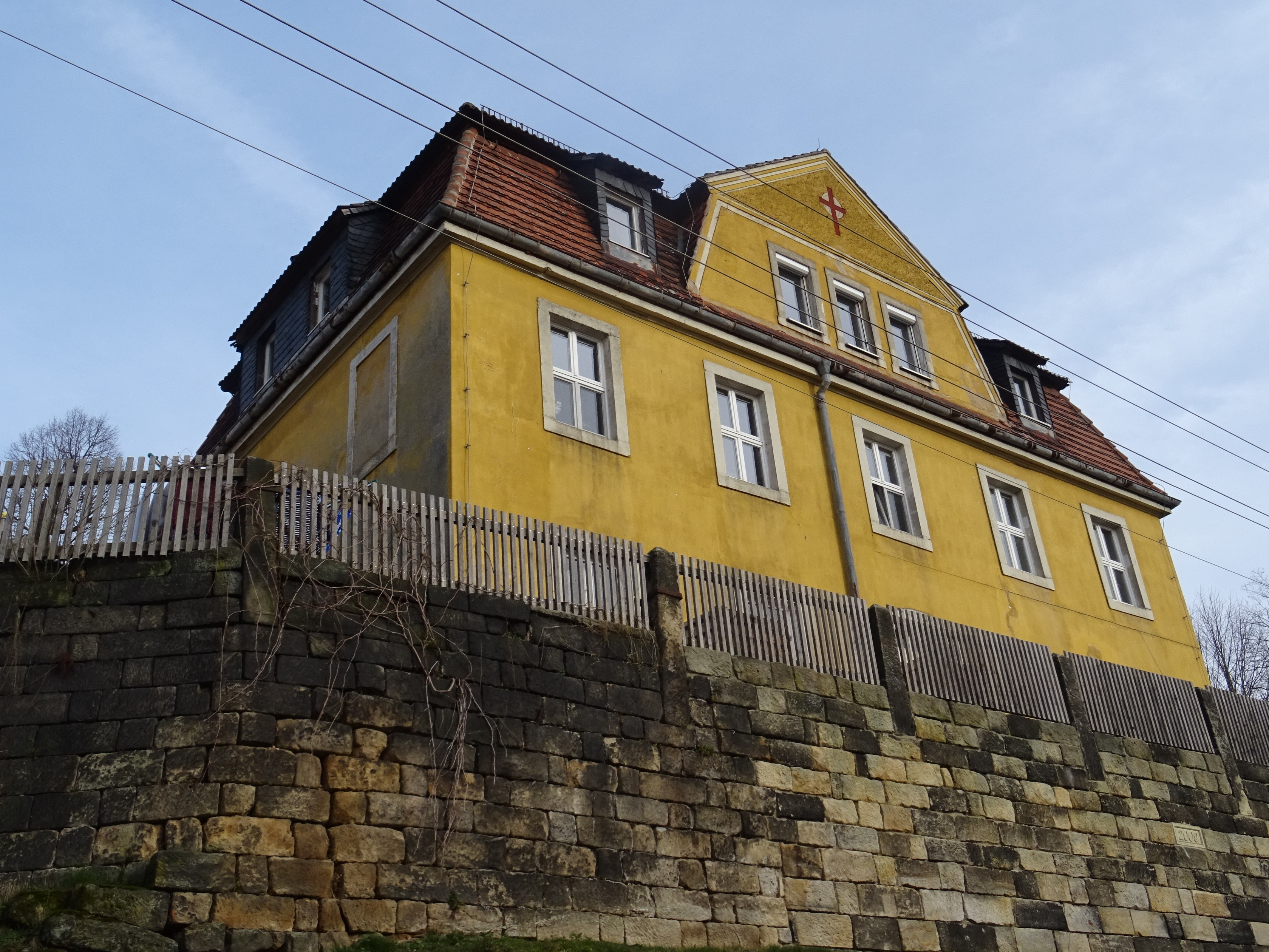
Fara
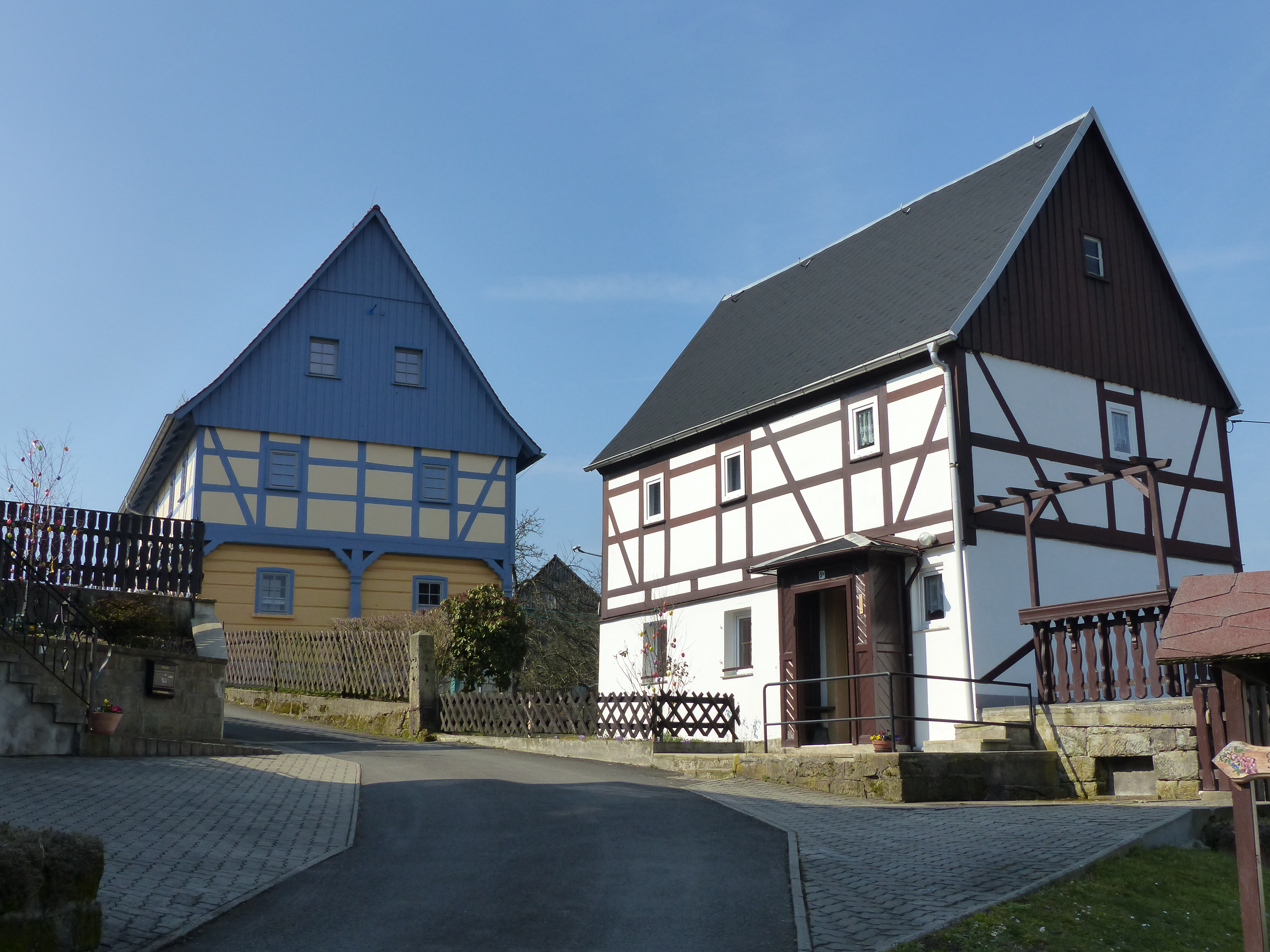
Podstávkové domy s hrázděným patrem